# سرو کاستیو دینوور
سرو کاستیو دینوور (به اسپانیایی: Cerro Castillo Dynevor) یک کوه در شیلی است. سرو کاستیو دینوور ۱٬۱۰۰ متر بالاتر از سطح دریا واقع شده‌است.